# ジャグドゥイ山脈
ジャグドゥイ山脈（ジャグドゥイさんみゃく、ロシア語: Джагды）はロシア極東アムール州からハバロフスク地方に至る山脈。スタノヴォイ山脈の南側で東から順にヤンカン山脈－トゥクリングラ山脈－ソクタハン山脈－ジャグドゥイ山脈といった形で連なる。最大標高1593m。